# Hypena belinda
Hypena belinda är en fjärilsart som beskrevs av Butler 1879. Hypena belinda ingår i släktet Hypena och familjen nattflyn. Inga underarter finns listade i Catalogue of Life.